# Central European Management Journal
Central European Management Journal, do 2019 Journal of Management and Business Administration. Central Europe – ogólnopolskie czasopismo naukowe otwartego dostępu poświęcone zarządzaniu w organizacjach sektora publicznego i prywatnego wydawane od 1993 przez Akademię Leona Koźmińskiego (ALK) w Warszawie. Na jego łamach publikowane są wyniki badań, analizy teoretyczne oraz recenzje w języku angielskim.
Do 2015 czasopismo ukazywało się pod nazwą Master of Business Administration. Central Europe, a do 2019 Journal of Management and Business Administration. Central Europe'.
Dwumiesięcznik znajduje się w wykazie czasopism naukowych prowadzonym przez Ministra Edukacji i Nauki z przyznaną liczbą 100 punktów.

## Redakcja[4]
- Paweł Korzyński (ALK) – redaktor naczelny
- Anna Goryńska (ALK) – sekretarz redakcji
- Wojciech Czakon (Uniwersytet Jagielloński)
- Marco Dall’Aglio (Luiss University, Rzym)
- Alberta Di Giuli (ESCP Europe, Paryż)
- Jorge Filipe da Silva Gomes (Lisbon School of Economics and Management, Lizbona)
- Aneta Hryckiewicz (ALK)
- Dominika Latusek-Jurczak (ALK)
- Grzegorz Mazurek (ALK)
- Jordi Paniagua (Catholic University of Valencia)
- Bruno Schivinski (Birkbeck, University of London)
- Anna Sender (University of Zurich)
- Chiara Succi (ESCP Europe, Turyn)
- Javier Tafur (ESCP Europe, Madryt)
- Jacek Tomkiewicz (ALK)
- Krzysztof Wach (Uniwersytet Ekonomiczny w Krakowie)

## Indeksowanie w bazach danych (m.in.)
- Scopus (od 2018)
- BazEkon (od 2012)
- C.E.E.O.L (od 2012)
- CEJSH (od 2011)
- EBSCO Business Source Corporate Plus (od 2012)
- Index Copernicus (od 2012)
- ProQuest (International Bibliography of the Social Sciences) (od 2012)